# Ларсен-Бей (Аляска)
Ларсен-Бей (англ. Larsen Bay, алют. Uyaqsaq) — місто (англ. city) в США, в окрузі Кодіяк-Айленд штату Аляска. Населення — 34 особи (2020). Висота над рівнем моря — 0 метрів.

## Географія
Ларсен-Бей розташований за координатами 57°33′3″ пн. ш. 154°0′18″ зх. д. / 57.55083° пн. ш. 154.00500° зх. д. (57.550964, -154.004902). За даними Бюро перепису населення США в 2010 році місто мало площу 19,68 км², з яких 13,96 км² — суходіл та 5,72 км² — водойми. В 2017 році площа становила 16,34 км², з яких 10,87 км² — суходіл та 5,47 км² — водойми.

### Клімат
| Клімат : Ларсен-Бей     | Клімат : Ларсен-Бей | Клімат : Ларсен-Бей | Клімат : Ларсен-Бей | Клімат : Ларсен-Бей | Клімат : Ларсен-Бей | Клімат : Ларсен-Бей | Клімат : Ларсен-Бей | Клімат : Ларсен-Бей | Клімат : Ларсен-Бей | Клімат : Ларсен-Бей | Клімат : Ларсен-Бей | Клімат : Ларсен-Бей | Клімат : Ларсен-Бей |
| Показник                | Січ.                | Лют.                | Бер.                | Квіт.               | Трав.               | Черв.               | Лип.                | Серп.               | Вер.                | Жовт.               | Лист.               | Груд.               | Рік                 |
| Абсолютний максимум, °C | 12,8                | 11,7                | 13,3                | 18,3                | 28,3                | 28,3                | 25,6                | 24,4                | 22,2                | 17,8                | 11,7                | 9,4                 | 28,3                |
| Середній максимум, °C   | 1,7                 | 2,5                 | 3,6                 | 6,3                 | 10,9                | 15,6                | 17,3                | 16,3                | 14,1                | 7,6                 | 4,3                 | 1,1                 | 8,5                 |
| Середня температура, °C | −1,8                | −1,3                | −0,2                | 1,9                 | 6,1                 | 10,5                | 12,7                | 12,4                | 10,0                | 3,9                 | 0,8                 | −2,4                | 4,4                 |
| Середній мінімум, °C    | −5,4                | −5,1                | −4                  | −2,4                | 1,2                 | 5,4                 | 8,1                 | 8,4                 | 5,9                 | 0,2                 | −2,6                | −5,9                | 0,3                 |
| Абсолютний мінімум, °C  | −20,6               | −26,1               | −20,6               | −16,7               | −9,4                | −2,2                | 1,1                 | 1,7                 | −4,4                | −12,2               | −18,3               | −19,4               | −26,1               |
| Норма опадів, мм        | 53                  | 37                  | 39                  | 27                  | 19                  | 28                  | 30                  | 65                  | 73                  | 67                  | 72                  | 50                  | 560                 |
| ----------------------- | ------------------- | ------------------- | ------------------- | ------------------- | ------------------- | ------------------- | ------------------- | ------------------- | ------------------- | ------------------- | ------------------- | ------------------- | ------------------- |
| Джерело: WRCC           |                     |                     |                     |                     |                     |                     |                     |                     |                     |                     |                     |                     |                     |

## Демографія

### Перепис 2010
Згідно з переписом 2010 року, у місті мешкало 87 осіб у 34 домогосподарствах у складі 25 родин. Густота населення становила 4 особи/км². Було 70 помешкань (4/км²).
Расовий склад населення:
| - 71,3 % — корінних американців - 24,1 % — білих |

До двох чи більше рас належало 4,6 %. Частка іспаномовних становила 0,0 % від усіх жителів.
За віковим діапазоном населення розподілялося таким чином: 23,0 % — особи молодші 18 років, 62,1 % — особи у віці 18—64 років, 14,9 % — особи у віці 65 років та старші. Медіана віку мешканця становила 43,5 року. На 100 осіб жіночої статі у місті припадало 123,1 чоловіків; на 100 жінок у віці від 18 років та старших — 109,4 чоловіків також старших 18 років.
За межею бідності перебувало 13,1 % осіб, у тому числі 8,3 % дітей у віці до 18 років та 25,0 % осіб у віці 65 років та старших.
Цивільне працевлаштоване населення становило 33 особи. Основні галузі зайнятості: публічна адміністрація — 30,3 %, освіта, охорона здоров'я та соціальна допомога — 24,2 %, транспорт — 18,2 %, сільське господарство, лісництво, риболовля — 15,2 %.

### Перепис 2000
За даними перепису населення 2000 року в Ларсен-Бей проживало 115 осіб, 26 родин, налічувалося 40 домогосподарств і 70 житлових будинків. Середня густота населення становила приблизно 5 осіб/км². Расовий склад Ларсен-Бей за даними перепису: 20,87 % білих, 78,26 % — корінних американців, 0,87 % — представників змішаних рас.
Із 40 домогосподарств 42,5 % виховували дітей у віці до 18 років, 45 % були подружніми парами, що проживали разом, у 12,5 % родин жінки проживали без чоловіків, 35 % не мали родин. 27,5 % від сукупної кількості родин на момент перепису жили самостійно, при цьому 5 % склали самотні літній люди у віці 65 років і старше. Середній розмір домогосподарства склав 2,88 особи, а середній розмір родини — 3,54 особи.
Населення міста за віковим діапазоном за переписом 2000 року: 38,3 % — жителі молодші 18 років, 4,3 % — 18–24 роки, 28,7 % — 25–44, 19,1 % — 45–64 і 9,6 % — 65 років і старше. Середній вік жителів склав 29 років. На кожні 100 жінок у Ларсен-Бей приходилось 113 чоловіків, при цьому серед осіб 18 років і старше на кожні сто жінок приходилось 102,9 чоловіків.
Середній дохід на одне домогосподарство — 40 833 долара США, на одну родину — 30 000 доларів. Середній дохід чоловіків — 31 250 доларів США, жінок — 50 625. Дохід на душу населення в місті склав 16 227 доларів на рік. 27,3 % від усієї кількості родин і 20,5 % від усієї кількості населення на момент перепису перебувало за межею бідності, при цьому з них 22,6 % були молодшими 18 років і 33,3 % — у віці 65 років і старше.